# Libelle (gênero literário)

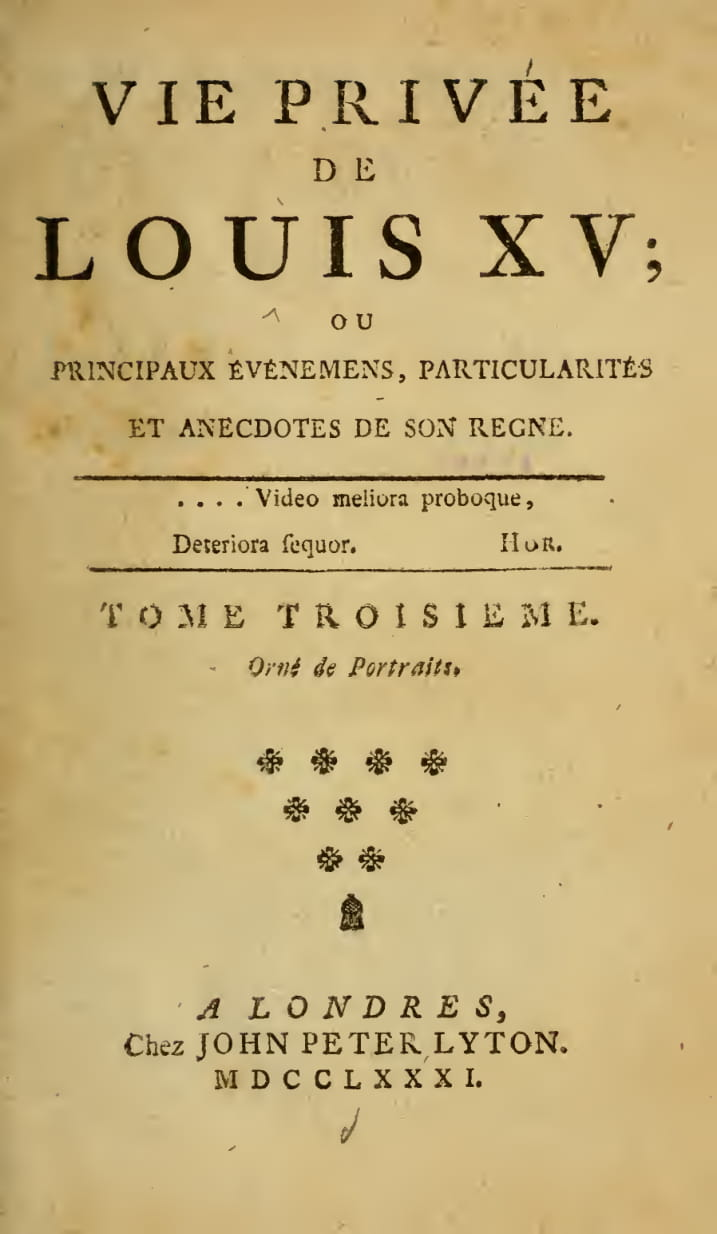
Capa de "Vie privee de Louis XV", um libelle de Mouffle d'Angerville, 1781

O libelle (em português: libelo político) foi um gênero literário de panfleto político difamatório, proeminente na França durante o Antigo Regime. Os libelles tratavam de escândalos envolvendo personagens políticos, sobretudo sobre a vida íntima destes. De caráter difamatório, os autores (chamados de libellistes) afirmavam escrever baseados em evidências, principalmente cartas, e muitos deles se colocavam como historiadores ou "editores de memórias". De acordo com o historiador Robert Darnton, tiveram um papel fundamental na erosão da imagem da nobreza francesa, sobretudo na década de 1780.

## Impacto
O autor Robert Darnton destaca que os libelles tiveram um papel essencial enquanto obras com características de dimensão histórica, pois traziam ao público amplo narrativas sobre a história recente da França naquele período. Por serem clandestinos e difamatórios por natureza, os libelles circulavam fora do rígido sistema real de censura editorial, servindo de ferramenta para trazer relatos sobre os acontecimentos políticos da monarquia francesa.